# Oligodon
Oligodon  es un género de serpientes de la familia Colubridae. Se distribuyen por el este y el sur de Asia. Se trata de serpientes ligeramente venenosas, aunque no son peligrosas para el hombre, que se alimentan principalmente de huevos y residualmente de lagartos, anfibios y roedores de su tamaño. Son básicamente nocturnas y viven en el suelo de la selva.

## Especies
Se reconocen las 77 siguientes según The Reptile Database:
- Oligodon affinis Günther, 1862
- Oligodon albocinctus (Cantor, 1839)
- Oligodon ancorus (Girard, 1858)
- Oligodon annamensis Leviton, 1953
- Oligodon annulifer (Boulenger, 1893)
- Oligodon arnensis (Shaw, 1802)
- Oligodon barroni (Smith, 1916)
- Oligodon bitorquatus Boie, 1827
- Oligodon booliati Leong & Grismer, 2004
- Oligodon brevicauda Günther, 1862
- Oligodon calamarius (Linnaeus, 1758)
- Oligodon catenatus (Blyth, 1854)
- Oligodon cattienensis Vassilieva, Geissler, Galoyan, Poyarkov Jr, Van Devender & Böhme, 2013
- Oligodon chinensis (Günther, 1888)
- Oligodon cicadophagus Pauwels, Donbundit, Sumontha & Meesook, 2025[2]
- Oligodon cinereus (Günther, 1864)
- Oligodon cruentatus (Günther, 1868)
- Oligodon cyclurus (Cantor, 1839)
- Oligodon deuvei David, Vogel & Van Rooijen, 2008
- Oligodon dorsalis (Gray & Hardwicke, 1835)
- Oligodon eberhardti Pellegrin, 1910
- Oligodon erythrogaster Boulenger, 1907
- Oligodon erythrorhachis Wall, 1910
- Oligodon everetti Boulenger, 1893
- Oligodon fasciolatus (Günther, 1864)
- Oligodon forbesi (Boulenger, 1883)
- Oligodon formosanus (Günther, 1872)
- Oligodon hamptoni Boulenger, 1918
- Oligodon inornatus (Boulenger, 1914)
- Oligodon jintakunei Pauwels, Wallach, David, Chanhome, 2002
- Oligodon joynsoni (Smith, 1917)
- Oligodon juglandifer (Wall, 1909)
- Oligodon kampucheaensis Neang, Grismer & Daltry, 2012
- Oligodon kheriensis Acharji & Ray, 1936
- Oligodon lacroixi Angel & Bourret, 1933
- Oligodon lungshenensis Zheng & Huang, 1978
- Oligodon macrurus (Angel, 1927)
- Oligodon maculatus (Taylor, 1918)
- Oligodon mcdougalli Wall, 1905
- Oligodon melaneus Wall, 1909
- Oligodon melanozonatus Wall, 1922
- Oligodon meyerinkii (Steindachner, 1891)
- Oligodon modestus Günther, 1864
- Oligodon moricei David, Vogel & Van Rooijen, 2008
- Oligodon mouhoti (Boulenger, 1914)
- Oligodon nagao David, Nguyen, Nguyen, Jiang, Chen, Teynié & Ziegler, 2012
- Oligodon nikhili Whitaker & Dattatri, 1982
- Oligodon notospilus Günther, 1873
- Oligodon ocellatus (Morice, 1875)
- Oligodon octolineatus (Schneider, 1801)
- Oligodon ornatus Van Denburgh, 1909
- Oligodon perkinsi (Taylor, 1925)
- Oligodon petronellae Roux, 1917
- Oligodon planiceps (Boulenger, 1888)
- Oligodon praefrontalis Werner, 1913
- Oligodon propinquus Jan, 1862
- Oligodon pseudotaeniatus David, Vogel & Van Rooijen, 2008
- Oligodon pulcherrimus Werner, 1909
- Oligodon purpurascens (Schlegel, 1837)
- Oligodon saintgironsi David, Vogel & Pauwels, 2008
- Oligodon signatus (Günther, 1864)
- Oligodon speleoserpens Pawangkhanant, Poyarkov, Ward-Smith, Grassby-Lewis, Sumontha, Kliukin, Idiiatullina, Trofimets, Suwannapoom & Lee, 2024[3]
- Oligodon splendidus (Günther, 1875)
- Oligodon sublineatus Duméril, Bibron & Duméril, 1854
- Oligodon taeniatus (Günther, 1861)
- Oligodon taeniolatus (Jerdon, 1853)
- Oligodon theobaldi (Günther, 1868)
- Oligodon torquatus (Boulenger, 1888)
- Oligodon travancoricus Beddome, 1877
- Oligodon trilineatus (Duméril, Bibron & Duméril, 1854)
- Oligodon unicolor (Kopstein, 1926)
- Oligodon venustus (Jerdon, 1853)
- Oligodon vertebralis (Günther, 1865)
- Oligodon waandersi (Bleeker, 1860)
- Oligodon wagneri David & Vogel, 2012
- Oligodon woodmasoni (Sclater, 1891)
- Oligodon zhangfujii Jiang, Wu, Huang, Ren, Gao, Lyu & L, 2024[4]